# Green Berry Samuels

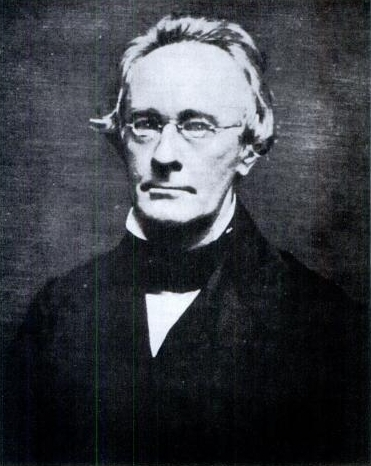
Green B. Samuels

Green Berry Samuels (* 1. Februar 1806 in Red Banks, Shenandoah County, Virginia; † 5. Januar 1859 in Richmond, Virginia) war ein US-amerikanischer Jurist und Politiker. Zwischen 1839 und 1841 vertrat er den Bundesstaat Virginia im US-Repräsentantenhaus.

## Werdegang
Green Samuels war ein Cousin von Isaac S. Pennybacker (1805–1847), der für Virginia in beiden Kammern des Kongresses saß. Er erhielt eine gute Schulausbildung. Nach einem anschließenden Jurastudium und seiner 1827 erfolgten Zulassung als Rechtsanwalt begann er in Woodstock in diesem Beruf zu arbeiten. Gleichzeitig schlug er als Mitglied der Demokratischen Partei eine politische Laufbahn ein.
Bei den Kongresswahlen des Jahres 1838 wurde Samuels im 18. Wahlbezirk von Virginia in das US-Repräsentantenhaus in Washington, D.C. gewählt, wo er am 4. März 1839 die Nachfolge von John Robertson antrat. Bis zum 3. März 1841 konnte er eine Legislaturperiode im Kongress absolvieren. Nach dem Ende seiner Zeit im US-Repräsentantenhaus praktizierte Samuels wieder als Anwalt. In den Jahren 1850 und 1851 war er Delegierter auf einer Versammlung zur Überarbeitung der Verfassung von Virginia. Im Jahr 1850 wurde er Bezirksrichter und 1852 Richter am Supreme Court of Appeals. Green Samuels starb am 5. Januar 1859 in Richmond.